# Переулок Екатерины Белокур (Чернигов)
Переулок Екатерины Белокур (до 2023 года — Мозырский переулок) (укр. Провулок Катерини Білокур) — переулок в Новозаводском районе города Чернигова, исторически сложившаяся местность (район) Коты. Пролегает от улицы Тычины до тупика.
Нет примыкающих улиц.

## История
Переулок проложен после Великой Отечественной войны и назван по названию Мозырской улицы — в честь города Мозырь.
С целью проведения политики очищения городского пространства от топонимов, которые возвеличивают, увековечивают, пропагандируют или символизируют Российскую Федерацию и Республику Беларусь, 21 февраля 2023 года переулок получил современное название — в честь украинской советской художницы Екатерины Васильевны Белокур, согласно Решению Черниговского городского совета № 29/VIII-7 «Про переименование улиц в городе Чернигове» («Про перейменування вулиць у місті Чернігові»).

## Застройка
Переулок пролегает в юго-восточном направлении — противоположном Мозырской улице. Парная и непарная стороны переулка заняты усадебной застройкой. 
Учреждения: нет